# Stéphane Nater
Stéphane Houcine Nater, né le 20 janvier 1984 à Troyes en France, est un footballeur international tunisien qui évolue au poste de milieu défensif entre 2003 et 2024. Il possède également les nationalités suisse et française.
Depuis 2023, il est reconverti comme entraîneur.

## Biographie
Stéphane Nater naît le 20 janvier 1984 à Troyes d'un père français et d'une mère tunisienne. À l'âge de sept ans, il déménage avec sa famille pour aller s'installer en Suisse.

## Carrière

### Championnat suisse
Stéphane Nater est un milieu de terrain défensif qui peut jouer également en numéro 8 ou 10. Il est formé au FC Saint-Gall avant de rejoindre le FC Vaduz. Après un passage au FC Coire 97 et au GC Biaschesi, il rejoint le FC Schaffhouse pour deux saisons et y porte le brassard de capitaine. Durant l'été 2010, il signe au Servette FC pour une saison et prolonge pour une saison supplémentaire durant l'été 2011.
Le 31 mai 2012, il quitte le Servette FC pour rejoindre le FC Saint-Gall, où il signe un contrat de trois ans.
Après trois ans passés en Tunisie, il revient en Suisse pour signer un contrat de deux ans avec le FC Rapperswil-Jona.

### Championnat tunisien
Le 7 juillet 2014, il quitte le FC Saint-Gall et la Raiffeisen Super League où il a jusque-là réalisé toute sa carrière pour découvrir la Ligue I tunisienne avec le Club africain, avec qui il paraphe un contrat de deux ans.
Le 4 juillet 2016, il quitte le Club africain pour signer à l'Étoile sportive du Sahel.

### Équipe nationale
En 2012, Stéphane Nater affirme au site Foot Plus son souhait de jouer pour la sélection nationale de Tunisie. Le 22 août 2013, le FC Saint-Gall annonce sur son site officiel la convocation de Nater en équipe de Tunisie. Convoqué pour la première fois par l'entraîneur, Ruud Krol, il fait partie du groupe qui se déplace au Cameroun mais ne joue sa première rencontre que le 5 mars 2014, au stade Cornellà-El Prat de Barcelone, contre la Colombie.

## Palmarès
- Championnat de Tunisie (1) :
  - Champion : 2015